# 오래된 문서
|                                                       |
| 증거법                                                |
| 영미법 시리즈                                         |
| 증거의 종류                                           |
| 증언 · 물증                                           |
| 전자증거 · 무죄입증 증거                              |
| 과학적 증거 · 물적 증거                               |
| 목격자지목 · DNA증거                                  |
| 거짓말                                                |
| 관련성                                                |
| 입증책임 · 증거기초                                   |
| 공공복리예외 · 오염 · 성격증거                        |
| 습관증거 · 유사사실                                   |
| 진위확인                                              |
| 관리 연속성 · 주지의 사실                             |
| 최량증거원칙 · 자기확증문서 · 오래된 문서             |
| 증인                                                  |
| 증인적격 · 증언거부특권                               |
| 직접신문 · 교호신문 · 재직접신문                      |
| 탄핵증거                                              |
| 기록된 기억 · 전문가증언                              |
| 사망자 규정                                           |
| 전문증거와 예외                                       |
| 영국법 · 미국법                                       |
| 자백 · 업무상 기록                                    |
| 흥분 상태의 언급 · 임종시의 진술                      |
| 일방 당사자의 자인 · 오래된 문서                      |
| 이익에 반하는 진술 · 현장성 감각 인상 · 부대상황 사실 |
| 권위학술서 · 비언어적 행동                            |
| 미국법의 다른 영역                                    |
| 계약법 · 불법행위법                                   |
| 재산법 과 미국의 유언신탁법                           |
| 형법 · 증거법                                         |

오래된 문서(Ancient documents)는 미국 증거법의 전문증거배제의 예외의 하나이다. 미국증거법 제803조(16)은 20년 이상 존재하였고 진정성이 인정되는 문서상의 진술은 전문법칙의 예외로 인정하고 있다. 오래된 문서를 예외로 인정하는 이유는 원진술자가 그 진술을 한 때에서 20년 이상 지난 시기에 발생하는 소송의 결과에 영향을 미치기 위하여 거짓말을 했을 가능성이 매우 희박하기 때문이다. 30년이 지나 다락방에서 발견된 어떤 10대의 일기장 같은 경우 오래된 문서로 증거로 채택될 수 있는 것이다. 

## 요건
- 이십년 이상
- 지운 흔적이 없음
- 일반적으로 보관되는 장소에서 발견

## 참고 문헌
- 아서 베스트, 미국 증거법 (사례와 해설), 탐구사 2009. ISBN 978-89-89942-20-7